# Eisschnelllauf-Einzelstreckenweltmeisterschaften 2009

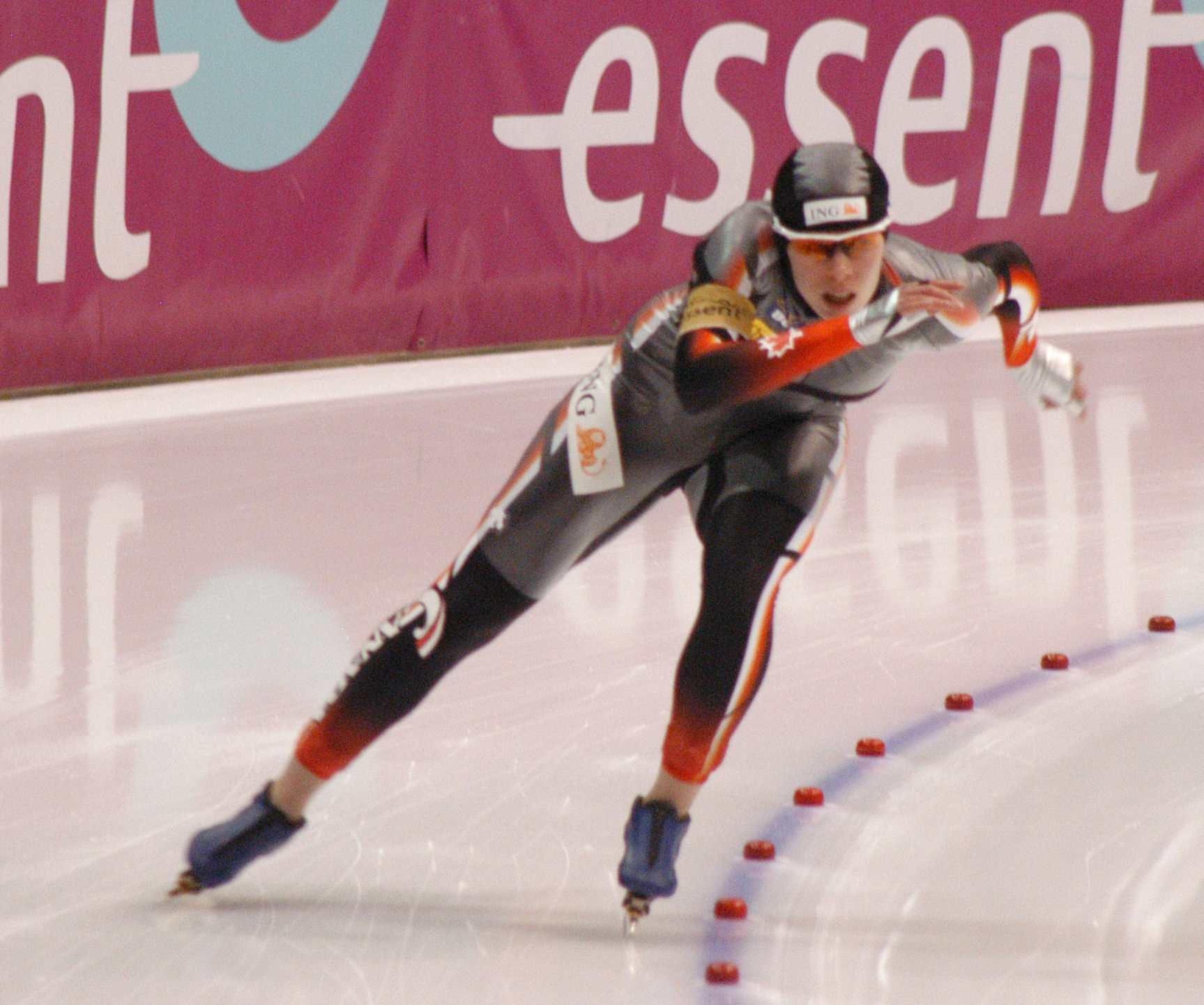
Christine Nesbitt – mit 2 × Gold und 1 × Bronze die erfolgreichste Sportlerin der Einzelstrecken-WM

Die 12. Einzelstreckenweltmeisterschaften wurden vom 12. bis 15. März 2009 im Richmond Olympic Oval im kanadischen Richmond ausgetragen.
Die Halle wurde eigens für die Olympischen Winterspiele 2010 in Vancouver gebaut und 2008 fertiggestellt. Die Einzelstrecken-WM war die erste ISU-Veranstaltung in dieser Halle und gleichzeitig Generalprobe für die kommenden Olympischen Spiele.

## Teilnehmende Nationen
- 143 Sportler aus 20 Nationen nahmen an der Meisterschaft teil

| Teilnehmende Nationen                      | Teilnehmende Nationen                      | Teilnehmende Nationen             | Teilnehmende Nationen                 | Teilnehmende Nationen                        |
| ------------------------------------------ | ------------------------------------------ | --------------------------------- | ------------------------------------- | -------------------------------------------- |
| Belgien Belarus Kanada Volksrepublik China | Tschechien Finnland Frankreich Deutschland | Italien Japan Kasachstan Südkorea | Niederlande Norwegen Neuseeland Polen | Russland Schweiz Schweden Vereinigte Staaten |

## Wettbewerb
Die Einzelstrecken-WM sind die letzten internationalen Wettkämpfe in der laufenden Saison. Es gilt über die einzelnen Strecken der schnellste zu sein. Die Meisterschaft für „Spezialisten“ sieht vor:
- für die Frauen 2 × 500, 1000, 1500, 3000 und 5000 Meter sowie das Team pursuit über 6 Runden
- für die Männer 2 × 500, 1000, 1500, 5000 und 10.000 Meter sowie das Team pursuit über 8 Runden

## Sieger
- Zeigt die drei Medaillenplätze der einzelnen Distanzen

### Frauen
| Distanz                   | Gold                                                       | Silber                                                  | Bronze                                     |
| ------------------------- | ---------------------------------------------------------- | ------------------------------------------------------- | ------------------------------------------ |
| 2 × 500 Meter             | Jenny Wolf                                                 | Wang Beixing                                            | Lee Sang-hwa                               |
| 1000 Meter                | Christine Nesbitt                                          | Anni Friesinger                                         | Margot Boer                                |
| 1500 Meter                | Anni Friesinger                                            | Ireen Wüst                                              | Christine Nesbitt                          |
| 3000 Meter                | Renate Groenewold                                          | Martina Sáblíková                                       | Kristina Groves                            |
| 5000 Meter                | Martina Sáblíková                                          | Clara Hughes                                            | Kristina Groves                            |
| Teamwettbewerb (6 Runden) | KanadaKristina Groves Christine Nesbitt Brittany Schussler | NiederlandeJorien Voorhuis Renate Groenewold Ireen Wüst | JapanMaki Tabata Masako Hozumi Hiromi Ōtsu |

### Männer
| Distanz                   | Gold                                                     | Silber                                            | Bronze                                                       |
| ------------------------- | -------------------------------------------------------- | ------------------------------------------------- | ------------------------------------------------------------ |
| 2 × 500 Meter             | Lee Kang-seok                                            | Lee Kyu-hyeok                                     | Yu Fengtong                                                  |
| 1000 Meter                | Trevor Marsicano                                         | Denny Morrison                                    | Shani Davis                                                  |
| 1500 Meter                | Shani Davis                                              | Trevor Marsicano                                  | Denny Morrison                                               |
| 5000 Meter                | Sven Kramer                                              | Håvard Bøkko                                      | Trevor Marsicano                                             |
| 10.000 Meter              | Sven Kramer                                              | Håvard Bøkko                                      | Bob de Jong                                                  |
| Teamwettbewerb (8 Runden) | NiederlandeCarl Verheijen Sven Kramer Wouter Olde Heuvel | SchwedenJohan Röjler Joel Eriksson Daniel Friberg | Vereinigte StaatenTrevor Marsicano Ryan Bedford Brian Hansen |

## Wettbewerbe

### Frauen

#### 2 × 500 Meter
- Die Zeiten beider 500-Meter-Läufe in Sekunden, werden addiert und ergeben die Gesamtpunktzahl

| Platz | Name              | Land                | 1. Lauf 500 Meter | 2. Lauf 500 Meter | Gesamt- punkte |
| ----- | ----------------- | ------------------- | ----------------- | ----------------- | -------------- |
| 1     | Jenny Wolf        | Deutschland         | 38,03 (2)         | 37,72 (1)         | 75,75          |
| 2     | Wang Beixing      | Volksrepublik China | 37,78 (1)         | 38,09 (2)         | 75,87          |
| 3     | Lee Sang-hwa      | Südkorea            | 38,23 (3)         | 38,16 (3)         | 76,39          |
| 4     | Yu Jing           | Volksrepublik China | 38,23 (3)         | 38,37 (4)         | 76,60          |
| 5     | Julia Nemaja      | Russland            | 38,39 (5)         | 38,59 (8)         | 76,98          |
| 6     | Margot Boer       | Niederlande         | 38,47 (6)         | 38,57 (7)         | 77,04          |
| 7     | Sayuri Yoshii     | Japan               | 38,62 (9)         | 38,48 (6)         | 77,10          |
| 8     | Tomomi Okazaki    | Japan               | 38,72 (10)        | 38,44 (5)         | 77,16          |
| 9     | Annette Gerritsen | Niederlande         | 38,59 (8)         | 38,67 (9)         | 77,26          |
| 10    | Jin Peiyu         | Volksrepublik China | 38,56 (7)         | 38,96 (15)        | 77,52          |
|       |                   |                     |                   |                   |                |
| 17    | Judith Hesse      | Deutschland         | 39,51 (18)        | 39,40 (17)        | 78,91          |
| 19    | Heike Hartmann    | Deutschland         | 39,53 (19)        | 39,89 (20)        | 79,42          |

#### 1000 Meter
| Platz | Name                  | Land                | Zeit    |  |
| ----- | --------------------- | ------------------- | ------- |  |
| 1     | Christine Nesbitt     | Kanada              | 1:16,28 |  |
| 2     | Anni Friesinger       | Deutschland         | 1:16,32 |  |
| 3     | Margot Boer           | Niederlande         | 1:16,44 |  |
| 4     | Natasja Bruintjes     | Niederlande         | 1:16,80 |  |
| 5     | Sayuri Yoshii         | Japan               | 1:16,82 |  |
| 6     | Jin Peiyu             | Volksrepublik China | 1:16,87 |  |
| 7     | Jekaterina Lobyschewa | Russland            | 1:16,94 |  |
| 8     | Laurine van Riessen   | Niederlande         | 1:17,02 |  |
| 9     | Kristina Groves       | Kanada              | 1:17,05 |  |
| 10    | Wang Beixing          | Volksrepublik China | 1:17,18 |  |
|       |                       |                     |         |  |
| 11    | Monique Angermüller   | Deutschland         | 1:17,25 |  |
| 18    | Heike Hartmann        | Deutschland         | 1:18,09 |  |

#### 1500 Meter
| Platz | Name                   | Land        | Zeit    |
| ----- | ---------------------- | ----------- | ------- |
| 1     | Anni Friesinger        | Deutschland | 1:58,66 |
| 2     | Ireen Wüst             | Niederlande | 1:58,83 |
| 3     | Christine Nesbitt      | Kanada      | 1:58,88 |
| 4     | Daniela Anschütz-Thoms | Deutschland | 1:58,91 |
| 5     | Katarzyna Wójcicka     | Polen       | 1:59,06 |
| 6     | Jekaterina Lobyschewa  | Russland    | 1:59,10 |
| 7     | Laurine van Riessen    | Niederlande | 1:59,53 |
| 8     | Maki Tabata            | Japan       | 1:59,81 |
| 9     | Monique Angermüller    | Deutschland | 1:59,85 |
| 10    | Marrit Leenstra        | Niederlande | 1:59,86 |

#### 3000 Meter
| Platz | Name                   | Land        | Zeit    |  |
| ----- | ---------------------- | ----------- | ------- |  |
| 1     | Renate Groenewold      | Niederlande | 4:05,43 |  |
| 2     | Martina Sáblíková      | Tschechien  | 4:05,50 |  |
| 3     | Kristina Groves        | Kanada      | 4:06,45 |  |
| 4     | Jorien Voorhuis        | Niederlande | 4:07,91 |  |
| 5     | Daniela Anschütz-Thoms | Deutschland | 4:08,67 |  |
| 6     | Masako Hozumi          | Japan       | 4:09,03 |  |
| 7     | Brittany Schussler     | Kanada      | 4:09,17 |  |
| 8     | Stephanie Beckert      | Deutschland | 4:09,41 |  |
| 9     | Maren Haugli           | Norwegen    | 4:09,96 |  |
| 10    | Diane Valkenburg       | Niederlande | 4:11,84 |  |
|       |                        |             |         |  |
| 15    | Lucille Opitz          | Deutschland | 4:19,59 |  |

#### 5000 Meter
| Platz | Name                   | Land        | Zeit    |
| ----- | ---------------------- | ----------- | ------- |
| 1     | Martina Sáblíková      | Tschechien  | 6:57,84 |
| 2     | Clara Hughes           | Kanada      | 7:00,54 |
| 3     | Kristina Groves        | Kanada      | 7:02,91 |
| 4     | Stephanie Beckert      | Deutschland | 7:02,96 |
| 5     | Daniela Anschütz-Thoms | Deutschland | 7:03,52 |
| 6     | Masako Hozumi          | Japan       | 7:04,53 |
| 7     | Renate Groenewold      | Niederlande | 7:07,59 |
| 8     | Elma de Vries          | Niederlande | 7:08,68 |
| 9     | Maren Haugli           | Norwegen    | 7:10,38 |
| 10    | Jorien Voorhuis        | Niederlande | 7:12,09 |

#### Teamwettbewerb
- Der Teamwettbewerb geht über sechs Runden (nur Innenbahn, ca. 2.310 m)

| Platz | Name                                                         | Land               | Zeit    |
| ----- | ------------------------------------------------------------ | ------------------ | ------- |
| 1     | Kristina Groves, Christine Nesbitt, Brittany Schussler       | Kanada             | 2:58,25 |
| 2     | Jorien Voorhuis, Renate Groenewold, Ireen Wüst               | Niederlande        | 3:02,02 |
| 3     | Maki Tabata, Masako Hozumi, Hiromi Ōtsu                      | Japan              | 3:04,06 |
| 4     | Galina Lichatschowa, Jekaterina Schichowa, Alla Schabanowa   | Russland           | 3:04,92 |
| 5     | Anni Friesinger, Daniela Anschütz-Thoms, Monique Angermüller | Deutschland        | 3:05,81 |
| 6     | Nancy Swider-Peltz Jr., Catherine Raney, Jennifer Rodriguez  | Vereinigte Staaten | 3:07,20 |
| 7     | Martina Sáblíková, Karolína Erbanová, Andrea Jirků           | Tschechien         | 3:09,35 |
| 8     | Katarzyna Wójcicka, Luiza Złotkowska, Natalia Czerwonka      | Polen              | 3:31,07 |

### Männer

#### 2 × 500 Meter
- Die Zeiten beider 500-Meter-Läufe in Sekunden, werden addiert und ergeben die Gesamtpunktzahl

| Platz | Name                | Land                | 1. Lauf 500 Meter | 2. Lauf 500 Meter | Gesamt- punkte |
| ----- | ------------------- | ------------------- | ----------------- | ----------------- | -------------- |
| 1     | Lee Kang-seok       | Südkorea            | 34,80 (1)         | 34,93 (4)         | 69,73          |
| 2     | Lee Kyu-hyeok       | Südkorea            | 34,90 (2)         | 35,02 (5)         | 69,92          |
| 3     | Yu Fengtong         | Volksrepublik China | 35,06 (3)         | 34,91 (2)         | 69,97          |
| 4     | Mika Poutala        | Finnland            | 35,23 (8)         | 34,86 (1)         | 70,09          |
| 5     | Tucker Fredricks    | Vereinigte Staaten  | 35,20 (7)         | 34,92 (3)         | 70,12          |
| 6     | Yūya Oikawa         | Japan               | 35,10 (5)         | 35,07 (6)         | 70,17          |
| 7     | Keiichirō Nagashima | Japan               | 35,08 (4)         | 35,21 (8)         | 70,29          |
| 8     | Jamie Gregg         | Kanada              | 35,25 (9)         | 35,12 (7)         | 70,37          |
| 9     | Zhang Zhongqi       | Volksrepublik China | 35,28 (10)        | 35,23 (9)         | 70,51          |
| 10    | Lee Ki-ho           | Südkorea            | 35,30 (11)        | 35,38 (11)        | 70,68          |

#### 1000 Meter
| Platz | Name             | Land               | Zeit    |  |
| ----- | ---------------- | ------------------ | ------- |  |
| 1     | Trevor Marsicano | Vereinigte Staaten | 1:08,96 |  |
| 2     | Denny Morrison   | Kanada             | 1:09,00 |  |
| 3     | Shani Davis      | Vereinigte Staaten | 1:09,02 |  |
| 4     | Stefan Groothuis | Niederlande        | 1:09,25 |  |
| 5     | Jan Bos          | Niederlande        | 1:09,27 |  |
| 6     | Simon Kuipers    | Niederlande        | 1:09,37 |  |
| 7     | Lee Kyu-hyeok    | Südkorea           | 1:09,65 |  |
| 8     | Tae-Bum Mo       | Südkorea           | 1:10,11 |  |
| 9     | Kyle Parrott     | Kanada             | 1:10,15 |  |
| 10    | Mika Poutala     | Finnland           | 1:10,26 |  |
|       |                  |                    |         |  |
| 18    | Samuel Schwarz   | Deutschland        | 1:10,63 |  |
| 21    | Jan Friesinger   | Deutschland        | 1:11,02 |  |
| 23    | Frank Steiner    | Deutschland        | 1:11,93 |  |

#### 1500 Meter
| Platz | Name             | Land               | Zeit    |  |
| ----- | ---------------- | ------------------ | ------- |  |
| 1     | Shani Davis      | Vereinigte Staaten | 1:46,17 |  |
| 2     | Trevor Marsicano | Vereinigte Staaten | 1:46,30 |  |
| 3     | Denny Morrison   | Kanada             | 1:47,05 |  |
| 4     | Chad Hedrick     | Vereinigte Staaten | 1:47,08 |  |
| 5     | Håvard Bøkko     | Norwegen           | 1:47,14 |  |
| 6     | Enrico Fabris    | Italien            | 1:47,55 |  |
| 7     | Stefan Groothuis | Niederlande        | 1:47,56 |  |
| 8     | Sven Kramer      | Niederlande        | 1:47,79 |  |
| 9     | Mark Tuitert     | Niederlande        | 1:47,94 |  |
| 10    | Iwan Skobrew     | Russland           | 1:47,97 |  |
|       |                  |                    |         |  |
| 15    | Jörg Dallmann    | Deutschland        | 1:49,28 |  |
| 17    | Tobias Schneider | Deutschland        | 1:49,57 |  |
| 22    | Jan Friesinger   | Deutschland        | 1:50,91 |  |

#### 5000 Meter
| Platz | Name              | Land               | Zeit    |  |
| ----- | ----------------- | ------------------ | ------- |  |
| 1     | Sven Kramer       | Niederlande        | 6:16,20 |  |
| 2     | Håvard Bøkko      | Norwegen           | 6:18,02 |  |
| 3     | Trevor Marsicano  | Vereinigte Staaten | 6:20,06 |  |
| 4     | Enrico Fabris     | Italien            | 6:20,18 |  |
| 5     | Bob de Jong       | Niederlande        | 6:25,95 |  |
| 6     | Ivan Skobrev      | Russland           | 6:26,86 |  |
| 7     | Carl Verheijen    | Niederlande        | 6:30,18 |  |
| 8     | Sverre Haugli     | Norwegen           | 6:34,14 |  |
| 9     | Øystein Grødum    | Norwegen           | 6:34,76 |  |
| 10    | Lucas Makowsky    | Kanada             | 6:35,37 |  |
|       |                   |                    |         |  |
| 11    | Marco Weber       | Deutschland        | 6:35,86 |  |
| 12    | Roger Schneider   | Schweiz            | 6:39,32 |  |
| 15    | Robert Lehmann    | Deutschland        | 6:41,85 |  |
| 23    | Moritz Geisreiter | Deutschland        | 6:50,39 |  |

#### 10.000 Meter
| Platz | Name              | Land        | Zeit     |  |
| ----- | ----------------- | ----------- | -------- |  |
| 1     | Sven Kramer       | Niederlande | 12:55,32 |  |
| 2     | Håvard Bøkko      | Norwegen    | 13:03,95 |  |
| 3     | Bob de Jong       | Niederlande | 13:13,16 |  |
| 4     | Carl Verheijen    | Niederlande | 13:13,30 |  |
| 5     | Ivan Skobrev      | Russland    | 13:24,73 |  |
| 6     | Øystein Grødum    | Norwegen    | 13:28,94 |  |
| 7     | Enrico Fabris     | Italien     | 13:33,05 |  |
| 8     | Marco Weber       | Deutschland | 13:33,35 |  |
| 9     | Hiroki Hirako     | Japan       | 13:40,38 |  |
| 10    | Roger Schneider   | Schweiz     | 13:40,68 |  |
|       |                   |             |          |  |
| 16    | Moritz Geisreiter | Deutschland | 14:14,14 |  |

#### Teamwettbewerb
- Der Teamwettbewerb geht über acht Runden (nur Innenbahn, ca. 3.080 m)

| Platz | Name                                               | Land               | Zeit    |
| ----- | -------------------------------------------------- | ------------------ | ------- |
| 1     | Carl Verheijen, Sven Kramer, Wouter Olde Heuvel    | Niederlande        | 3:41,26 |
| 2     | Johan Röjler, Joel Eriksson, Daniel Friberg        | Schweden           | 3:45,73 |
| 3     | Trevor Marsicano, Ryan Bedford, Brian Hansen       | Vereinigte Staaten | 3:46,07 |
| 4     | Enrico Fabris, Matteo Anesi, Luca Stefani          | Italien            | 3:46,23 |
| 5     | Henrik Christiansen, Håvard Bøkko, Sverre Haugli   | Norwegen           | 3:46,31 |
| 6     | Lucas Makowsky, Jay Morrison, Denny Morrison       | Kanada             | 3:46,42 |
| 7     | Marco Weber, Robert Lehmann, Tobias Schneider      | Deutschland        | 3:48,90 |
| 8     | Hiroki Hirako, Teruhiro Sugimori, Shigeyuki Dejima | Japan              | 3:49,37 |

## Gesamt
Die Medaillen im Teamwettbewerb fließen als einzelne Medaille in die Nationenwertung und in die Rangliste als eine Medaille je Starter ein
- Platz: Gibt die Reihenfolge der Athleten wieder. Diese wird durch die Anzahl der Goldmedaillen bestimmt. Bei gleicher Anzahl werden die Silbermedaillen verglichen, danach die Bronzemedaillen.
- Name: Nennt den Namen des Athleten.
- Land: Nennt das Land, für das der Athlet startete.
- Gold: Nennt die Anzahl der gewonnenen Goldmedaillen.
- Silber: Nennt die Anzahl der gewonnenen Silbermedaillen.
- Bronze: Nennt die Anzahl der gewonnenen Bronzemedaillen.
- Gesamt: Nennt die Anzahl aller gewonnenen Medaillen.

### Top Ten
Die Top Ten zeigt die Zehn erfolgreichsten Sportler (Frauen/Männer)
| Platz | Name               | Land               | Gold | Silber | Bronze | Gesamt |
| ----- | ------------------ | ------------------ | ---- | ------ | ------ | ------ |
| 1.    | Sven Kramer        | Niederlande        | 3    | 0      | 0      | 3      |
| 2.    | Christine Nesbitt  | Kanada             | 2    | 0      | 1      | 3      |
| 3.    | Trevor Marsicano   | Vereinigte Staaten | 1    | 1      | 2      | 4      |
| 4.    | Anni Friesinger    | Deutschland        | 1    | 1      | 0      | 2      |
| 4.    | Martina Sáblíková  | Tschechien         | 1    | 1      | 0      | 2      |
| 4.    | Renate Groenewold  | Niederlande        | 1    | 1      | 0      | 2      |
| 7.    | Kristina Groves    | Kanada             | 1    | 0      | 2      | 3      |
| 8.    | Shani Davis        | Vereinigte Staaten | 1    | 0      | 1      | 2      |
| 9.    | Brittany Schussler | Kanada             | 1    | 0      | 0      | 1      |
| 9.    | Carl Verheijen     | Niederlande        | 1    | 0      | 0      | 1      |
| 9.    | Jenny Wolf         | Deutschland        | 1    | 0      | 0      | 1      |
| 9.    | Lee Kang-seok      | Südkorea           | 1    | 0      | 0      | 1      |
| 9.    | Wouter Olde Heuvel | Niederlande        | 1    | 0      | 0      | 1      |

### Nationenwertung
Die Nationenwertung zeigt die erfolgreichsten Nationen (Frauen/Männer).
| Platz | Land                | Gold | Silber | Bronze | Gesamt |
| ----- | ------------------- | ---- | ------ | ------ | ------ |
| 1.    | Niederlande         | 4    | 2      | 2      | 8      |
| 2.    | Kanada              | 2    | 2      | 4      | 8      |
| 3.    | Vereinigte Staaten  | 2    | 1      | 3      | 6      |
| 4.    | Deutschland         | 2    | 1      | 0      | 3      |
| 5.    | Südkorea            | 1    | 1      | 1      | 3      |
| 6.    | Tschechien          | 1    | 1      | 0      | 2      |
| 7.    | Norwegen            | 0    | 2      | 0      | 2      |
| 8.    | Volksrepublik China | 0    | 1      | 1      | 2      |
| 9.    | Schweden            | 0    | 1      | 0      | 1      |
| 10.   | Japan               | 0    | 0      | 1      | 1      |

### Frauen

#### Rangliste
Die Rangliste zeigt die erfolgreichsten Sportlerinnen der Einzelstrecken-WM.
| Platz | Name               | Land                | Gold | Silber | Bronze | Gesamt |
| ----- | ------------------ | ------------------- | ---- | ------ | ------ | ------ |
| 1.    | Christine Nesbitt  | Kanada              | 2    | 0      | 1      | 3      |
| 2.    | Anni Friesinger    | Deutschland         | 1    | 1      | 0      | 2      |
| 2.    | Martina Sáblíková  | Tschechien          | 1    | 1      | 0      | 2      |
| 2.    | Renate Groenewold  | Niederlande         | 1    | 1      | 0      | 2      |
| 5.    | Kristina Groves    | Kanada              | 1    | 0      | 2      | 3      |
| 6.    | Brittany Schussler | Kanada              | 1    | 0      | 0      | 1      |
| 6.    | Jenny Wolf         | Deutschland         | 1    | 0      | 0      | 1      |
| 8.    | Ireen Wüst         | Niederlande         | 0    | 2      | 0      | 2      |
| 9.    | Clara Hughes       | Kanada              | 0    | 1      | 0      | 1      |
| 9.    | Jorien Voorhuis    | Niederlande         | 0    | 1      | 0      | 1      |
| 9.    | Wang Beixing       | Volksrepublik China | 0    | 1      | 0      | 1      |
| 12.   | Lee Sang-hwa       | Südkorea            | 0    | 0      | 1      | 1      |
| 12.   | Maki Tabata        | Japan               | 0    | 0      | 1      | 1      |
| 12.   | Margot Boer        | Niederlande         | 0    | 0      | 1      | 1      |
| 12.   | Masako Hozumi      | Japan               | 0    | 0      | 1      | 1      |
| 12.   | Hiromi Ōtsu        | Japan               | 0    | 0      | 1      | 1      |

#### Nationenwertung
Die Nationenwertung zeigt die erfolgreichste Nationen (Frauen).
| Platz | Land                | Gold | Silber | Bronze | Gesamt |
| ----- | ------------------- | ---- | ------ | ------ | ------ |
| 1.    | Kanada              | 2    | 1      | 3      | 6      |
| 2.    | Deutschland         | 2    | 1      | 0      | 3      |
| 3.    | Niederlande         | 1    | 2      | 1      | 4      |
| 4.    | Tschechien          | 1    | 1      | 0      | 2      |
| 5.    | Volksrepublik China | 0    | 1      | 0      | 1      |
| 6.    | Südkorea            | 0    | 0      | 1      | 1      |
| 6.    | Japan               | 0    | 0      | 1      | 1      |

### Männer

#### Rangliste
Die Rangliste zeigt die erfolgreichsten Sportler der Einzelstrecken-WM.
| Platz | Name               | Land                | Gold | Silber | Bronze | Gesamt |
| ----- | ------------------ | ------------------- | ---- | ------ | ------ | ------ |
| 1.    | Sven Kramer        | Niederlande         | 3    | 0      | 0      | 3      |
| 2.    | Trevor Marsicano   | Vereinigte Staaten  | 1    | 1      | 2      | 4      |
| 3.    | Shani Davis        | Vereinigte Staaten  | 1    | 0      | 1      | 2      |
| 4.    | Carl Verheijen     | Niederlande         | 1    | 0      | 0      | 1      |
| 4.    | Lee Kang-seok      | Südkorea            | 1    | 0      | 0      | 1      |
| 4.    | Wouter Olde Heuvel | Niederlande         | 1    | 0      | 0      | 1      |
| 7.    | Håvard Bøkko       | Norwegen            | 0    | 2      | 0      | 2      |
| 8.    | Denny Morrison     | Kanada              | 0    | 1      | 1      | 2      |
| 9.    | Daniel Friberg     | Schweden            | 0    | 1      | 0      | 1      |
| 9.    | Joel Eriksson      | Schweden            | 0    | 1      | 0      | 1      |
| 9.    | Johan Röjler       | Schweden            | 0    | 1      | 0      | 1      |
| 9.    | Lee Kyu-hyeok      | Südkorea            | 0    | 1      | 0      | 1      |
| 13.   | Bob de Jong        | Niederlande         | 0    | 0      | 1      | 1      |
| 13.   | Brian Hansen       | Vereinigte Staaten  | 0    | 0      | 1      | 1      |
| 13.   | Ryan Bedford       | Vereinigte Staaten  | 0    | 0      | 1      | 1      |
| 13.   | Yu Fengtong        | Volksrepublik China | 0    | 0      | 1      | 1      |

#### Nationenwertung
Die Nationenwertung zeigt die erfolgreichste Nationen (Männer).
| Platz | Land                | Gold | Silber | Bronze | Gesamt |
| ----- | ------------------- | ---- | ------ | ------ | ------ |
| 1.    | Niederlande         | 3    | 0      | 1      | 4      |
| 2.    | Vereinigte Staaten  | 2    | 1      | 3      | 6      |
| 3.    | Südkorea            | 1    | 1      | 0      | 2      |
| 4.    | Norwegen            | 0    | 2      | 0      | 2      |
| 5.    | Kanada              | 0    | 1      | 1      | 2      |
| 6.    | Schweden            | 0    | 1      | 0      | 1      |
| 7.    | Volksrepublik China | 0    | 0      | 1      | 1      |